# Semion Gerschgorin
Semion Aronovitch Guerchgorine (en russe : Семён Аронович Гершгорин ; en biélorusse : Сямён Аронавіч Гершгорын, Siamion Aronavitch Hierchhoryne ; en yiddish : סמיון ארונוביץ גרשגורן ; né à Proujany, en Biélorussie, le 24 août 1901 et mort le 30 mai 1933), dont le nom est plus souvent orthographié à l'allemande Gerschgorin, était un mathématicien biélorusse. Il a débuté comme étudiant à l'Institut technologique de Petrograd en 1923, est devenu professeur en 1930 et a été nommé à l'Institut de génie mécanique de Leningrad la même année. Ses contributions incluent le théorème des disques de Gershgorin.
Son nom a pu être transcrit de différentes manières, notamment en Guerchgorine, Geršgorin, Gerschgorin, Gerszgorin, Gershgorin et, en orthographe yiddish, Hirshhorn.